# 鐵輪溫泉

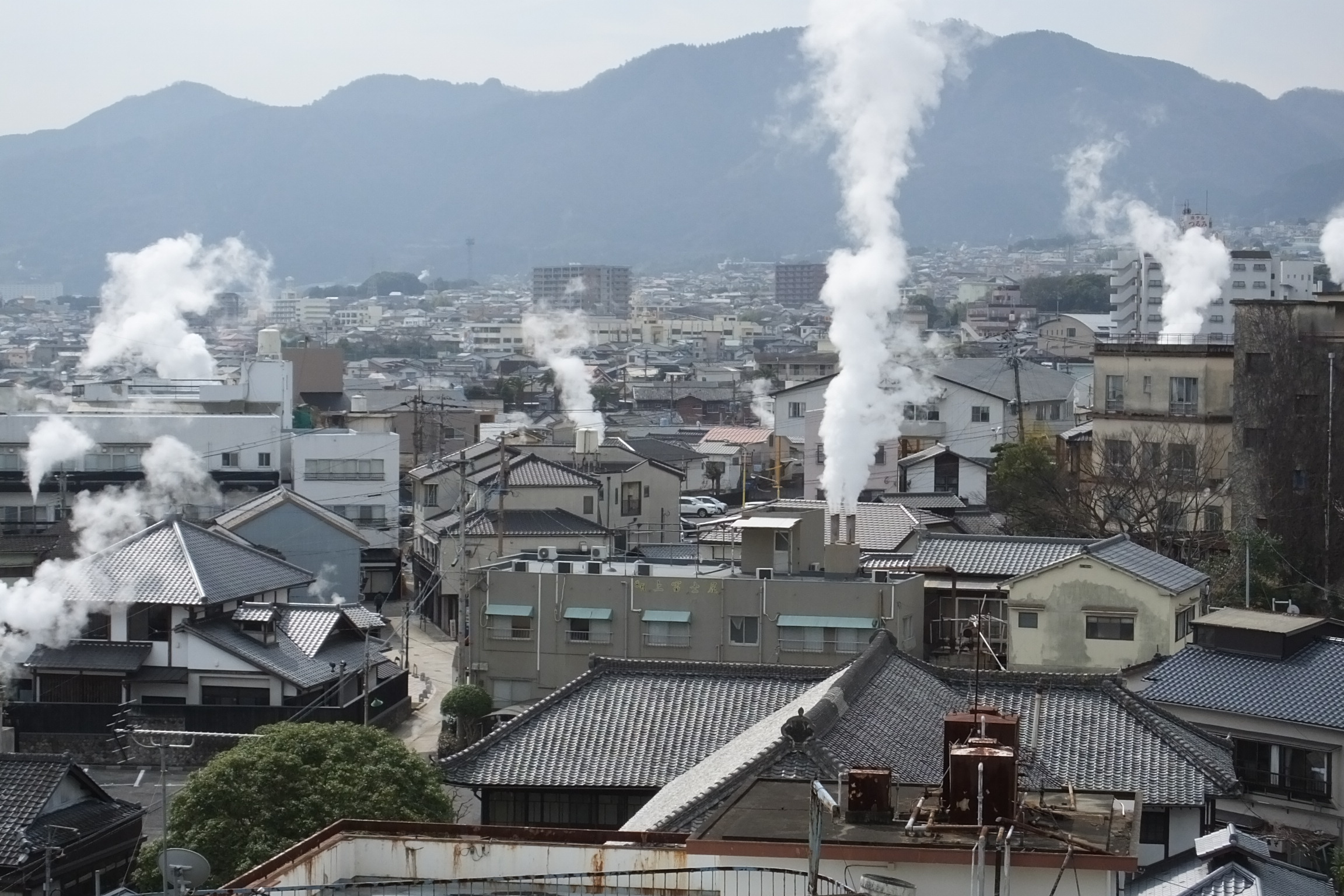

鐵輪温泉（日语：鉄輪温泉、かんなわおんせん）是位於日本大分縣別府市的溫泉，亦是別府八湯之一。別府溫泉的湧出量是日本最大，其中大半集中在鐵輪。2012 年，鐵輪溫泉被列入重要文化的景觀。

## 外部連結
- 鉄輪旅館組合公式サイト （页面存档备份，存于）
- 別府市役所 - 鉄輪むし湯 （页面存档备份，存于）
- 別府市役所 - 別府の湯けむり景観 （页面存档备份，存于）
- たびらい大分 - 鉄輪温泉 ぬくもりが 沁みる湯治の町 （页面存档备份，存于）
- ひょうたん温泉 （页面存档备份，存于）